# Oxylamia bimarmorata
Oxylamia bimarmorata är en skalbaggsart som beskrevs av Stefan von Breuning 1956. Oxylamia bimarmorata ingår i släktet Oxylamia och familjen långhorningar. Inga underarter finns listade i Catalogue of Life.